# Estación de Jimena de la Frontera
Este artículo trata sobre la estación ferroviaria. Para la pedanía, véase "Los Ángeles (Jimena de la Frontera)".
Jimena de la Frontera es una estación de ferrocarril situada en el municipio español de Jimena de la Frontera, en la provincia de Cádiz, comunidad autónoma de Andalucía. Las instalaciones se encuentran ubicadas en la pedanía de Los Ángeles. Cuenta con servicios de Media Distancia operados por Renfe.

## Situación ferroviaria
Las instalaciones se encuentran situadas en el punto kilométrico 134,6 de la línea férrea de ancho ibérico que une Bobadilla con Algeciras, a 48 metros de altitud sobre el nivel del mar, entre las estaciones de San Pablo y de Almoraima. El tramo es de via única y está sin electrificar.

## Historia
La estación fue puesta en servicio el 6 de octubre de 1890 con la apertura del tramo Algeciras-Jimena de la Frontera de la línea férrea que pretendía unir la primera con Bobadilla. Las obras corrieron a cargo de la compañía inglesa The Algeciras-Gibraltar Railway Company. El 1 de octubre de 1913 la concesión de la línea fue traspasada a la Compañía de los Ferrocarriles Andaluces que la gestionó hasta que en 1941 se produjo la nacionalización del ferrocarril en España y se creó RENFE. Desde enero de 2005 el ente Adif es la titular de las instalaciones ferroviarias.

## Servicios ferroviarios

### Media Distancia
Gracias a su línea 70 Renfe enlaza la estación con Algeciras, Ronda y Antequera-Santa Ana.
| Línea MD | Trenes | Origen/Destino            |  | Destino/Origen |
| -------- | ------ | ------------------------- |  | -------------- |
| 70       | MD     | Antequera-Santa Ana Ronda |  | Algeciras      |